# リコーリース
リコーリース株式会社（英：RICOH LEASING COMPANY, LTD.）は、東京都港区東新橋に本社を構える、リコー（RICOH）系のリース・金融会社。リース&ファイナンス事業、サービス事業、インベストメント事業の3つの事業を展開。
東証プライム上場。リコー三愛グループ会員企業。リコー及びみずほリースの持分法適用関連会社。「FTSE Blossom Japan Index」及び「FTSE Blossom Japan Sector Relative Index」構成銘柄。

## 概要
リコー製品の販売支援を目的に1976年に設立。メーカー系リース会社として事業を拡大し、1996年に東証2部、2001年に東証1部に指定替え。
取引先に約40万社の中堅・中小企業を持ち、少額大量ビジネスをベースに顧客基盤を構築。「リース&ファイナンス事業」は事務用・情報関連機器、医療機器、産業工作機械などのリース・割賦や法人向け融資などを提供する。「サービス事業」は請求書発行・売掛金回収などの代行サービスを提供する。「インベストメント事業」は不動産関連事業・太陽光発電事業、住宅賃貸などを行う。
2020年よりESG投資枠としてスタートアップを中心とした事業や企業への投資を拡大・展開するため、200億円の投資枠を設定。主な投資先は、株式会社インテグリティ・ヘルスケア、五常・アンド・カンパニー株式会社、エンプラス株式会社、株式会社AP67、株式会社ウィズダムアカデミー、株式会社Welfareすずらん。

## 主力事業
- リース&ファイナンス事業
- サービス事業
- インベストメント事業

## 主要事業所
- 本社 - 東京都港区東新橋1-5-2 汐留シティセンター19階
- 紀尾井町事業所 - 東京都千代田区紀尾井町4-1　ニューオータニガーデンコート14F
- 豊洲事業所 - 東京都江東区東雲1-7-12　KDX豊洲グランスクエア7F
- 北海道支社 - 北海道札幌市中央区北2条西1丁目1　マルイト札幌ビル8F
- 東北支社 - 宮城県仙台市青葉区一番町1-9-1　仙台トラストタワー10F
- 関東支社 - 埼玉県さいたま市大宮区宮町1-114-1　ORE大宮ビル7F
- 中部支社 - 愛知県名古屋市西区牛島町6-1　名古屋ルーセントタワー8F
- 関西支社 - 大阪府大阪市北区堂島浜2-2-28　堂島アクシスビル12F
- 中国支社 - 広島県広島市中区八丁堀3-33　広島ビジネスタワー13F
- 九州支社 - 福岡県福岡市博多区博多駅東2-10-35　博多プライムイースト3F

## 沿革
- 1976年（昭和51年）12月 - リコークレジット株式会社設立。
- 1984年（昭和59年）4月 - 商号をリコーリース株式会社に変更。
- 1996年（平成8年）1月 - 東京証券取引所2部上場。
- 2001年（平成13年）3月 - 東京証券取引所1部に指定替え。
- 2005年（平成17年）12月 - 連結子会社であるテクノレント株式会社の株式を取得。
- 2015年（平成27年）12月 - 東京労働局長より「プラチナくるみん」認定。
- 2020年（令和2年）
  - 1月 - 本社事業所を東京都千代田区紀尾井町に移転、CDP「気候変動Aリスト」に選定。
  - 3月 - リコー、みずほリースと3社間の業務提携契約を締結。
  - 4月 - リコーが当社株式の一部をみずほリースへ譲渡し、リコーの連結子会社から両社の持分法適用関連会社となった。
  - 6月 - 本社所在地を東京都千代田区紀尾井町4番1号に移転
  - 11月 - エンプラス株式会社の株式を取得
- 2022年（令和4年）12月 - 株式会社Welfareすずらんの株式を取得
- 2023年（令和5年）4月 - 債権保証事業の営業開始
- 2024年（令和6年） 
  - 2月 - 本社事業所を東京都港区東新橋に移転。
  - 2月 - CDP2023気候変動プログラムにおいて「A－」の評価を獲得。
  - 3月 - 「健康経営優良法人2024（大規模法人部門）」に8年連続で認定。

## 主要関係会社

### 国内グループ企業
- テクノレント
- Welfareすずらん
- 東京ビジネスレント
- エンプラス

## 受賞
- 2020年 第2回日本オープンイノベーション大賞 経済産業大臣賞（IoT×FinTechを活用したイノベーションによる新たな社会創造 ）